# Pohřebiště chorvatských panovníků

Znak Chorvatského království

Znak chorvatsko-dalmatského království, rok 1495

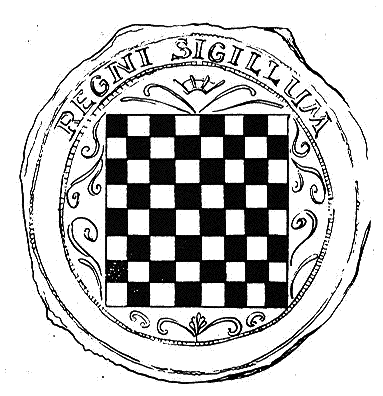
Znak chorvatského království z roku 1527

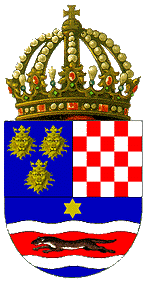
Znak království chorvatského, dalmatského a slavonského

Chorvatsko bylo královstvím v letech 925 až 1918 (od roku 1102 prakticky do konce existence bylo v personální unii s královstvím uherským). Opětovně se Chorvatsko stalo monarchií pouze formálně na dva roky, a to v letech 1941 až 1943, tedy v době nacistické okupace. Jednalo se fakticky o loutkový stát fašistické Itálie. Jediným a pouze vybraným králem v tomto období byl Tomislav II., respektive savojský princ Aimon, vévoda ze Spoleta, který své království osobně ani nenavštívil a nikdy se skutečně neujal vlády Chorvatska.

## Seznam chorvatských panovníků a panovnic a jejich pohřebišť
| Jméno                                         | Doba života | Místo pohřbení |
| --------------------------------------------- | ----------- | --- |
| Koloman                                       | 1070–1116   | Katedrála Nanebevzetí Panny Marie ve Stoličném Bělehradě, Uhry                                                                                                   |
| Štěpán III.                                   | 1101–1131   | Katedrála Nanebevzetí Panny Marie, Velký Varadín, Rumunsko |
| Ondřej II.                                    | 1265–1301   | Františkánský kostel, Budín, Uhry |
| Karel I. Martel (titulární král)              | 1271–1295   | Katedrála Nanebevzetí Panny Marie, Neapol, Itálie |
| Karel I. Robert                               | 1288–1342   | Katedrála Nanebevzetí Panny Marie ve Stoličném Bělehradě, Uhry                                                                                                   |
| Ludvík I. Veliký                              | 1326–1382   | Katedrála Nanebevzetí Panny Marie ve Stoličném Bělehradě, Uhry                                                                                                   |
| Zikmund Lucemburský (také římskoněmecký král) | 1368–1437   | Katedrála Nanebevzetí Panny Marie, Velký Varadín, Rumunsko |
| královna Marie I.                             | 1370–1395   | Katedrála Nanebevzetí Panny Marie, Velký Varadín, Rumunsko |
| Barbora Celjská                               | 1391–1451   | Martinická kaple v katedrále svatého Víta v Praze, hrob se nedochoval.                                                                                           |
| Albrecht I. (také římskoněmecký král)         | 1307–1439   | Katedrála Nanebevzetí Panny Marie ve Stoličném Bělehradě, Uhry                                                                                                   |
| Alžběta Lucemburská                           | 1409–1442   | Katedrála Nanebevzetí Panny Marie ve Stoličném Bělehradě, Uhry                                                                                                   |
| Ladislav I.                                   | 1440–1457   | Královská hrobka v katedrále svatého Víta v Praze |
| Ladislav II.                                  | 1456–1516   | Katedrála Nanebevzetí Panny Marie ve Stoličném Bělehradě, Uhry                                                                                                   |
| Barbora Braniborská                           | 1464–1515   | klášter Heilsbronn, Německo |
| Beatrix Neapolská                             | 1457–1508   | Klášter S. Pietro v Neapoli[zdroj?] |
| Anna z Foix a Candale                         | 1469–1506   | Katedrála Nanebevzetí Panny Marie ve Stoličném Bělehradě, Uhry                                                                                                   |
| Matyáš Korvín                                 | 1443–1490   | Katedrála Nanebevzetí Panny Marie ve Stoličném Bělehradě, Uhry                                                                                                   |
| Beatrix Neapolská                             | 1457–1508   | Klášter S. Pietro v Neapoli |
| Ludvík II.                                    | 1506–1526   | Bazilika ve Stoličném Bělehradě, Uhry |
| Marie Habsburská                              | 1505–1558   | 9. kaple Panteonu infantů v klášteře svatého Vavřince v Escorialu                                                                                                |
| Ferdinand I. Habsburský                       | 1503–1564   | Colinovo Královské mauzoleum v katedrále svatého Víta v Praze |
| Anna Jagellonská                              | 1503–1547   | Colinovo Královské mauzoleum v katedrále svatého Víta v Praze |
| Maxmilián II. Habsburský                      | 1527–1576   | Colinovo Královské mauzoleum v katedrále svatého Víta v Praze |
| Marie Španělská                               | 1528–1603   | Chór kláštera Santa Clara de las Descalzas Reales v Madridu |
| Rudolf II.                                    | 1552–1612   | Královská hrobka v katedrále svatého Víta v Praze |
| Matyáš Habsburský                             | 1557–1619   | Zakladatelská hrobka v Císařské hrobce ve Vídni; srdce v Hrobce srdcí (Herzgruft) v augustiniánském kostele ve Vídni                                             |
| Anna Tyrolská                                 | 1585–1618   | Zakladatelská hrobka v Císařské hrobce ve Vídni; srdce v Hrobce srdcí (Herzgruft) v augustiniánském kostele ve Vídni                                             |
| Ferdinand II. Štýrský                         | 1578–1637   | Císařské mauzoleum poblíž katedrály sv. Jiljí ve Štýrském Hradci; srdce v Hrobce srdcí (Herzgruft) v augustiniánském kostele ve Vídni                            |
| Marie Anna Bavorská                           | 1574–1616   | Císařské mauzoleum poblíž katedrály ve Štýrském Hradci; srdce v Hrobce srdcí (Herzgruft) v augustiniánském kostele ve Vídni                                      |
| Eleonora Gonzaga                              | 1598–1655   | Původně v klášteře karmelitek, od roku 1782 ve Vévodské hrobce katedrály svatého Štěpána ve Vídni                                                                |
| Ferdinand III. Habsburský                     | 1608–1657   | Původně v katedrále ve Štýrském Hradci, poté v Leopoldově hrobce v Císařské hrobce ve Vídni; srdce v Hrobce srdcí (Herzgruft) v augustiniánském kostele ve Vídni |
| Marie Anna Španělská                          | 1606–1646   | Leopoldova hrobka v Císařské hrobce ve Vídni |
| Marie Leopoldina Tyrolská                     | 1632–1649   | Původně v katedrále ve Štýrském Hradci, poté v Leopoldově hrobce v Císařské hrobce ve Vídni                                                                      |
| Eleonora Magdalena Gonzagová                  | 1630–1686   | Leopoldova hrobka v Císařské hrobce ve Vídni; srdce v Hrobce srdcí (Herzgruft) v augustiniánském kostele ve Vídni                                                |
| Leopold I.                                    | 1640–1705   | Karlova hrobka v Císařské hrobce ve Vídni; srdce v Hrobce srdcí (Herzgruft) v augustiniánském kostele ve Vídni                                                   |
| Markéta Tereza Španělská                      | 1651–1673   | Leopoldova hrobka v Císařské hrobce ve Vídni; srdce v Hrobce srdcí (Herzgruft) v augustiniánském kostele ve Vídni                                                |
| Klaudie Felicitas Tyrolská                    | 1653–1676   | Dominikánský kostel ve Vídni; srdce v Hrobce srdcí (Herzgruft) v augustiniánském kostele ve Vídni                                                                |
| Eleonora Magdalena Falcko-Neuburská           | 1655–1720   | Leopoldova hrobka v Císařské hrobce ve Vídni |
| Josef I. Habsburský                           | 1678–1711   | Karlova hrobka v Císařské hrobce ve Vídni; srdce v Hrobce srdcí (Herzgruft) v augustiniánském kostele ve Vídni                                                   |
| Amálie Vilemína Brunšvicko-Lüneburská         | 1673–1742   | Klášter salesiánek ve Vídni; srdce v Hrobce srdcí (Herzgruft) v augustiniánském kostele ve Vídni                                                                 |
| Karel VI.                                     | 1685–1740   | Karlova hrobka v Císařské hrobce ve Vídni; srdce v Hrobce srdcí (Herzgruft) v augustiniánském kostele ve Vídni                                                   |
| Alžběta Kristýna Brunšvicko-Wolfenbüttelská   | 1691–1750   | Karlova hrobka v Císařské hrobce ve Vídni; srdce v Hrobce srdcí (Herzgruft) v augustiniánském kostele ve Vídni                                                   |
| František I. Štěpán Lotrinský                 | 1708–1765   | Hrobka Marie Terezie v Císařské hrobce ve Vídni; srdce v Hrobce srdcí (Herzgruft) v augustiniánském kostele ve Vídni                                             |
| královna Marie II. Terezie                    | 1717–1780   | Hrobka Marie Terezie v Císařské hrobce ve Vídni; srdce v Hrobce srdcí (Herzgruft) v augustiniánském kostele ve Vídni                                             |
| Josef II.                                     | 1741–1790   | Hrobka Marie Terezie v Císařské hrobce ve Vídni |
| Isabela Bourbonsko-Parmská                    | 1741–1763   | Hrobka Marie Terezie v Císařské hrobce ve Vídni |
| Marie Josefa Bavorská                         | 1739–1767   | Hrobka Marie Terezie v Císařské hrobce ve Vídni |
| Leopold II.                                   | 1747–1792   | Toskánská hrobka v Císařské hrobce ve Vídni; srdce v Hrobce srdcí (Herzgruft) v augustiniánském kostele ve Vídni                                                 |
| Marie Ludovika Španělská                      | 1745–1792   | Toskánská hrobka v Císařské hrobce ve Vídni; srdce v Hrobce srdcí (Herzgruft) v augustiniánském kostele ve Vídni                                                 |
| František I. (rakouský císař)                 | 1768–1835   | Františkova hrobka v Císařské hrobce ve Vídni; srdce v Hrobce srdcí (Herzgruft) v augustiniánském kostele ve Vídni                                               |
| Alžběta Vilemína Württemberská                | 1767–1790   | Františkova hrobka v Císařské hrobce ve Vídni; srdce v Hrobce srdcí (Herzgruft) v augustiniánském kostele ve Vídni                                               |
| Marie Tereza Neapolsko-Sicilská               | 1772–1807   | Františkova hrobka v Císařské hrobce ve Vídni |
| Marie Ludovika Beatrix z Modeny               | 1787–1816   | Františkova hrobka v Císařské hrobce ve Vídni; srdce v Hrobce srdcí (Herzgruft) v augustiniánském kostele ve Vídni                                               |
| Karolína Augusta Bavorská                     | 1792–1873   | Františkova hrobka v Císařské hrobce ve Vídni |
| Ferdinand IV. (rakouský císař V.)             | 1793–1875   | Ferdinandova hrobka v Císařské hrobce ve Vídni; srdce v Hrobce srdcí (Herzgruft) v augustiniánském kostele ve Vídni                                              |
| Marie Anna Savojská                           | 1803–1884   | Ferdinandova hrobka v Císařské hrobce ve Vídni |
| František Josef I. (rakouský císař)           | 1830–1916   | Císařská hrobka ve Vídni |
| Alžběta Bavorská (Sissi)                      | 1837–1898   | Císařská hrobka ve Vídni |
| Karel IV. (rakouský císař)                    | 1887–1922   | Tělo: Monte (Funchal), ostrov Madeira; srdce: Klášter Muri, Švýcarsko                                                                                            |
| Zita Bourbonsko-Parmská                       | 1892–1989   | Hrobka v Císařské hrobce ve Vídni; srdce: Klášter Muri, Švýcarsko                                                                                                |